# Badminton-Europapokal 1997
Die 20. Auflage des Badminton-Europapokals fand vom 19. bis zum 21. September 1997 im nordirischen Lisburn statt. Die Sieg ging an den dänischen Verein Hvidovre BC, der erstmals seit 1980 wieder am Wettbewerb teilnahm. Im Finale besiegten man den russischen Verein Technochim Moskau. Der deutsche Vertreter BC Eintracht Südring Berlin scheiterte dagegen bereits in der Gruppenphase.

## Die Ergebnisse
| Gruppe A                           |     |                             |
| Hvidovre BC                        | 7–0 | TB Reykjavík                |
| Hvidovre BK                        | 6–1 | SC Meran                    |
| Hvidovre BK                        | 7–0 | BC Sint-Truiden             |
| Hvidovre BK                        | 7–0 | Atletico Nadir de Alicante  |
| TBC Reykjavík                      | 6–1 | SC Meran                    |
| TBC Reykjavík                      | 5–2 | BC Sint-Truiden             |
| TBC Reykjavík                      | 5–2 | Atletico Nadir de Alicante  |
| BC Sint-Truiden                    | 6–1 | SC Meran                    |
| BC Sint-Truiden                    | 6–1 | Atletico Nadir de Alicante  |
| Atletico Nadir de Alicante         | 4–3 | SC Meran                    |
| Gruppe B                           |     |                             |
| SCM Dnjepropetrowsk                | 4–3 | BC Eintracht Südring Berlin |
| SCM Dnjepropetrowsk                | 7–0 | GD Estreito                 |
| SCM Dnjepropetrowsk                | 7–0 | Tollaslabda Club Debrecen   |
| SCM Dnjepropetrowsk                | 7–0 | ASKÖ Raiba Traun            |
| BC Eintracht Südring Berlin        | 7–0 | GD Estreito                 |
| BC Eintracht Südring Berlin        | 7–0 | Tollaslabda Club Debrecen   |
| BC Eintracht Südring Berlin        | 7–0 | ASKÖ Raiba Traun            |
| TC Debrecen                        | 5–2 | GD Estreito                 |
| TC Debrecen                        | 5–2 | ASKÖ Raiba Traun            |
| GD Estreito                        | 5–2 | ASKÖ Raiba Traun            |
| Gruppe C                           |     |                             |
| Technochim Moskau                  | 7–0 | BCE Luxembourg              |
| Technochim Moskau                  | 6–1 | BC Drive Helsinki           |
| Technochim Moskau                  | 6–1 | Mount Pleasant LTC          |
| Technochim Moskau                  | 7–0 | BC Genève                   |
| BC Drive Helsinki                  | 7–0 | BCE Luxembourg              |
| BC Drive Helsinki                  | 6–1 | Mount Pleasant LTC          |
| BC Drive Helsinki                  | 4–3 | BC Genève                   |
| BC Genève                          | 7–0 | BCE Luxembourg              |
| BC Genève                          | 4–3 | Mount Pleasant LTC          |
| Mount Pleasant LTC                 | 7–0 | BCE Luxembourg              |
| Gruppe D                           |     |                             |
| Issy-les-Moulineaux Badminton Club | 4–3 | BMK Aura                    |
| IMBC Issy-les-Moulineaux           | 7–0 | Cockburn Centre BC          |
| IMBC Issy-les-Moulineaux           | 5–2 | Alpha BC                    |
| IMBS Issy-les-Moulineaux           | 4–3 | Chip Market BC Nuenen       |
| Chip Market BC Nuenen              | 5–2 | BMK Aura Malmö              |
| Chip Market BC Nuenen              | 7–0 | Cockburn Centre BC          |
| Chip Market BC Nuenen              | 6–1 | Alpha BC                    |
| BMK Aura Malmö                     | 5–2 | Cockburn Centre BC          |
| BMK Aura Malmö                     | 7–0 | Alpha BC                    |
| Alpha BC                           | 4–3 | Cockburn Centre BC          |
| Halbfinale                         |     |                             |
| Hvidovre BK                        | 4–3 | SC Meteor Dnjepropetrowsk   |
| Technochim Moskau                  | 6–1 | IMBC Issy-les-Moulineaux    |
| Finale                             |     |                             |
| Hvidovre BK                        | 4–3 | Technochim Moskau           |